# Gregor Hrovat
Gregor Hrovat (Capodistria, 18 agosto 1994) è un cestista sloveno.

## Carriera
Con la Slovenia ha disputato i Giochi olimpici di Tokyo 2020.

## Palmarès
- Campionato sloveno: 2

Union Olimpija: 2016-17, 2017-18
- Coppa di Slovenia: 1

Union Olimpija: 2017
- Coppa di Francia: 2

Pau-Lacq-Orthez: 2021-22
Digione: 2023-2024